# Milady (film 2004)
Milady è un film TV del 2004 diretto da Josée Dayan e tratto dal celebre romanzo di Alexandre Dumas I tre moschettieri.

## Trama
Londra, 1851. Dopo aver assistito all'omicidio dei suo genitori, entrambi protestanti, per mano di alcuni fondamentalisti cattolici, la piccola Charlotte Backson, di soli 8 anni, viene affidata alle cure della fredda e molto anziana nonna Jeanne de Breuil, invece di religione cattolica, che preferisce rinchiuderla a vita in un convento senza troppi risentimenti.
Anni dopo, la ragazza ora 18enne, avendo sviluppato un astio profondo verso tutta la Chiesa, e perciò non potendo più giustamente sopportare le rigide regole delle suore, per cui però prova anche compassione, vedendo la loro evidente frustrazione, riesce a fuggire e a sposare il giovanissimo conte La Fère (di cui non viene rivelato il nome di battesimo): tuttavia anche i due insieme scoprono di non riuscire a soddisfarsi a vicenda, e, seppur a malincuore, si separano di comune accordo.
Giunta in Francia, Charlotte, che nel frattempo ha cambiato nome ed è diventata "Milady de Winter", entra nelle grazie del Cardinale Richelieu, Primo Ministro e consigliere del Re di Francia; appena arrivata, questi le affida un delicato incarico: smascherare una presunta segreta relazione amorosa della Regina con un cortigiano.
La difficile missione porterà la donna a confrontarsi con i famosi moschettieri del Re, tutti e tre sospettati di avere relazioni con la sovrana: D'Artagnan e i suoi compari Athos, Portos e Aramis.

## Produzione

### Riprese
Le riprese del film si sono svolte interamente in Francia, nell'autunno del 2003, precisamente nelle location di:
- Castello de Maisons-Laffitte, nel Yvelines;
- Pierrefonds, nell'Oise.

## Distribuzione
Il film è uscito nelle case francesi soltanto il 2 gennaio 2006, tramite il canale France 2, mentre in Italia con Rai Premium.

## Riconoscimenti
- 2006 - Gérard de la télévision
  - Candidatura per il miglior film per la televisione a Josée Dayan[5]